# Fort Garland (Colorado)
Fort Garland es un lugar designado por el censo ubicado en el condado de Costilla en el estado estadounidense de Colorado. En el año 2010 tenía una población de 433 habitantes y una densidad poblacional de 618,6 personas por km².

## Geografía
Fort Garland se encuentra ubicada en las coordenadas 37°25′46″N 105°26′07″O / 37.42944, -105.43528.

## Demografía
Según la Oficina del Censo en 2000 los ingresos medios por hogar en la localidad eran de $18,929, y los ingresos medios por familia eran $25,833. Los hombres tenían unos ingresos medios de $25,625 frente a los $18,750 para las mujeres. La renta per cápita para la localidad era de $9,470. Alrededor del 31.2% de la población estaba por debajo del umbral de pobreza.